# Vụ nổ súng trường tiểu học Vladislav Ribnikar
Vụ nổ súng trường tiểu học Vladislav Ribnikar là một vụ xả súng xảy ra vào ngày 3 tháng 5 năm 2023 khiến 10 người thiệt mạng ở trường tiểu học Vladislav Ribnikar nằm tại khu đô thị Vračar của thành phố Beograd, Serbia. Theo báo cáo, một nam sinh 13 tuổi đã cầm một khẩu súng lục và bắn vào các nhân viên và học sinh tại trường làm 10 người tử vong (trong số đó có 9 học sinh và 1 nhân viên bảo vệ) và 6 người bị thương (trong số đó có 5 học sinh và 1 giáo viên). 9 người thiệt mạng ngay lập tức, trong khi một học sinh chết vì vết thương vào ngày 15 tháng 5 năm 2023. Cảnh sát ngay sau đó đã bắt giữ thủ phạm gây ra nổ súng, thủ phạm là một nam sinh 13 tuổi. Vì thủ phạm chưa đủ 14 tuổi nên không thể bị truy cứu trách nhiệm hình sự theo luật Serbia. Cậu bé báo là đã sử dụng 2 khẩu súng ngắn thuộc quyền sở hữu hợp pháp từ cha mình. Vụ nổ súng chỉ xảy ra một ngày sau khi một vụ xả súng hàng loạt khác diễn ra và không liên quan ở Serbia.

## Bối cảnh
Serbia có các luật về vũ khí nghiêm ngặt, nhưng lại là quốc gia có tỷ lệ sở hữu súng trên đầu người cao nhất thế giới. Năm 2021, với ước tính 39 khẩu súng thuộc sở hữu cá nhân trên mỗi 100 người, Serbia đứng thứ ba trên toàn cầu về chỉ số này, sau Hoa Kỳ và Yemen. Cùng với nền văn hóa sở hữu súng và nhiều hộ gia đình giữ lại các chiến lợi phẩm từ các cuộc chiến tranh thế kỷ 20, vũ khí bất hợp pháp đã trở nên phổ biến ở một số quốc gia trong khu vực sau các cuộc chiến tranh Nam Tư vào những năm 1990.
Những vụ xả súng hàng loạt hiếm khi xảy ra ở Serbia, như trong hầu hết khu vực Đông Nam Âu. Có ba vụ xả súng hàng loạt khác đã xảy ra trong thế kỷ 21 tại Serbia: vụ giết người Jabukovac năm 2007 khiến 9 người chết và 5 người bị thương, vụ xả súng Velika Ivanča năm 2013, trong đó 14 người thiệt mạng, và vụ xả súng Žitište năm 2016, trong đó 5 người chết và 22 người bị thương. Năm 2019, đã có một vụ án tấn công bằng súng ở trường học ở Velika Plana, tuy nhiên thủ phạm đã bị ngăn chặn sau khi bắn hai phát đạn vào trần nhà. Không một vụ xả súng hoặc vụ tấn công bằng súng nào trong số đó liên quan đến một đứa trẻ là thủ phạm.

## Diễn biến

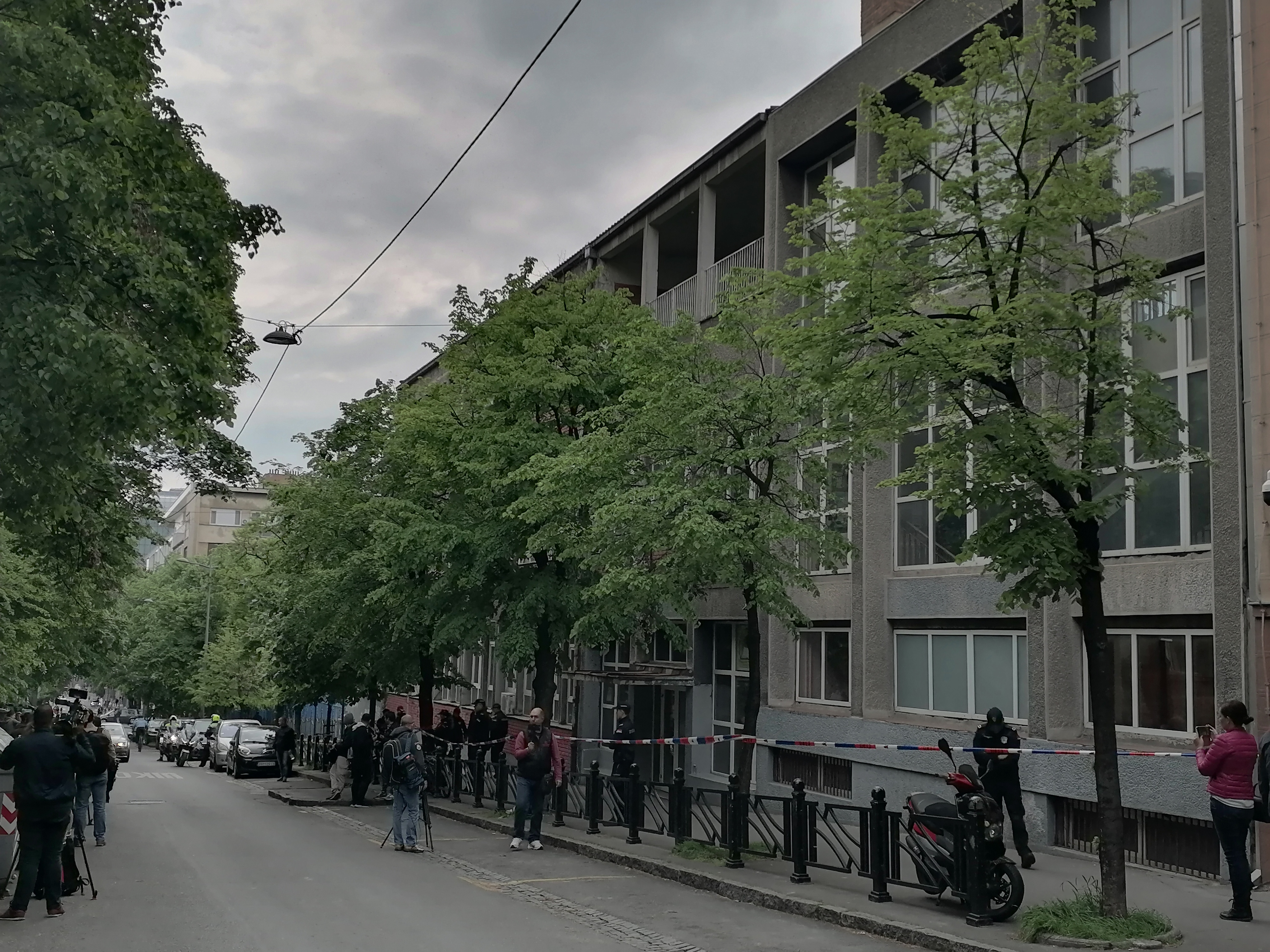
Trường tiểu học Vladislav Ribnikar sau vụ xả súng vào ngày 3 tháng 5

Vụ xả súng bắt đầu vào khoảng 8h30 theo giờ địa phương (Giờ Mùa hè Trung Âu) ngày 3 tháng 5 năm 2023. Theo Bộ Nội vụ, sau khi vào trường Tiểu học Vladislav Ribnikar, kẻ tấn công là một học sinh nam 13 tuổi ngay lập tức lấy ra một khẩu súng từ túi xách và bắn chết người bảo vệ và sau đó là những nhân viên trông coi hành lang mà anh ta thấy trên đường đi đến lớp học lịch sử. Khi vào lớp học lịch sử, kẻ tấn công trước tiên bắn giáo viên và sau đó bắn ngẫu nhiên vào các học sinh khác. Sau khi xảy ra vụ xả súng, kẻ tấn công đã chạy qua hành lang và vào sân ngoài trường, nơi anh ta liên lạc với cảnh sát lúc 8:42, theo thông tin từ Bộ Nội vụ tại một cuộc họp báo. Kẻ tấn công đã sử dụng một khẩu súng CZ-75 Shadow 2. Sau vụ xả súng, đường Njegoševa đã bị phong toả.

## Nạn nhân
Vụ xả súng đã dẫn đến cái chết của 9 học sinh (8 nữ, 1 nam) và 1 nhân viên bảo vệ. Theo Bộ Ngoại giao Pháp, một trong số học sinh thiệt mạng là công dân Pháp.
Ngoài ra, còn có 5 học sinh và 1 giáo viên bị thương. Trong số các nạn nhân, có 2 nam sinh và 1 nữ sinh đã được chuyển tới Bệnh viện. 2 nam sinh bị thương ở chi dưới, trong khi nữ sinh bị chấn thương đầu nặng và phải phẫu thuật. Sau đó, các nam sinh và giáo viên đều được cho là trong tình trạng ổn định.
Vào ngày 15 tháng 5 năm 2023, nữ sinh bị chấn thương đầu nặng đã qua đời do vết thương của mình, số người tử vong đã tăng lên 10 người.

## Thủ phạm
Thủ phạm đã đầu hàng và bị cảnh sát bắt giữ; cảnh sát sớm tiết lộ tên của hắn cho công chúng. Theo Cơ quan Công tố cao cấp ở Belgrade, hắn là một học sinh nam 13 tuổi. Ở độ tuổi này, hắn không thể đối mặt với các cáo buộc hình sự hoặc vi phạm vì Luật về tội phạm vị thành niên và bảo vệ tội phạm vị thành niên đã quy định tuổi tối thiểu để chịu trách nhiệm hình sự là 14 tuổi; vụ việc đã được giải quyết bởi Trung tâm Công tác Xã hội. Trong hệ thống giáo dục, hành động kỷ luật có thể dẫn đến việc di chuyển học sinh đến một trường học khác.
Theo Bộ Nội vụ, vụ xả súng đã được lên kế hoạch trong một tháng, bao gồm cả việc chọn lớp học nào để xâm nhập đầu tiên và một danh sách các em học sinh ưu tiên bị nhắm vào. Bộ Nội vụ cũng cho biết rằng thủ phạm đã tập luyện bắn súng tại một bãi tập bắn với cha của mình.  Súng lục và súng ngắn thuộc sở hữu hợp pháp của cha hắn. Các cơ quan chức năng đang điều tra động cơ. Kẻ bắn được miêu tả là một học sinh ngoan, hiền và vừa mới nhập học. Các vụ bắt nạt trong trường và điểm số thấp được đưa cho là động cơ dẫn đến vụ việc.
Thủ phạm đã được đưa đến Khoa Thần kinh và Tâm thần Thiếu niên và Trẻ em. Sau khi được thực hiện kiểm tra ma túy bởi Học viện Y học Quân đội, theo luật sư của cha thủ phạm Irina Borović, thủ phạm được cho là không dùng chất gây nghiện.

## Phản ứng
Văn phong UNICEF tại Serbia cho biết trường học "không phải là nơi cho bất kỳ hình thức bạo lực nào" trong khi Đức Thượng phụ Porfirije, Giáo chủ Chính thống Serbia cho rằng sự việc đó là "một thảm họa".  Hội đồng Bộ trưởng của Bosnia và Herzegovina tuyên bố ngày 5 tháng 5 là ngày quốc tang trong cả nước để tưởng niệm vụ xả súng, trong khi Chính phủ Montenegro tuyên bố ngày 7 tháng 5 là ngày quốc tang.
Tại cuộc họp báo, Ružić nói rằng "ảnh hưởng ác tính, độc hại của trò chơi video trên internet, các giá trị phương Tây, rõ ràng đã thể hiện trong vụ xả súng". Các đảng đối lập đã kêu gọi ông từ chức vì tuyên bố đó, bao gồm Câu lạc bộ Tự do cho Quyền của Thanh niên và Tổng liên đoàn Giáo viên độc lập của Serbia, thông báo rằng họ sẽ đình công tất cả các trường học từ ngày 4 tháng 5. Tổng liên đoàn Giáo dục Serbia thông báo rằng họ sẽ tổ chức một cuộc đình công tổng thể, bắt đầu từ ngày 5 tháng 5, và kêu gọi chính phủ "tạo điều kiện cho một cuộc sống bình thường và an toàn của trẻ em và nhân viên trong hệ thống giáo dục". Cựu bộ trưởng Giáo dục Srđan Verbić cho biết ông phản đối việc sa thải Ružić nhưng nói rằng "sẽ tốt cho cả tình hình nếu ông ta từ chức như một hành động cá nhân", trong khi Mladen Šarčević nói rằng vụ xả súng "chủ yếu xảy ra do sự thiếu quan tâm của các bậc phụ huynh".
Đảng Oathkeepers của Serbia yêu cầu một phiên họp khẩn cấp của Ủy ban Giáo dục tại Quốc hội Serbia, trong khi Phong trào phục hưng Vương quốc Serbia kêu gọi cấm "tất cả các chương trình truyền hình thực tế tôn vinh bạo lực". Thị trưởng Belgrade, Aleksandar Šapić, bày tỏ lòng thương tiếc và cho biết chính quyền thành phố sẽ "cung cấp bất kỳ loại hỗ trợ nào gia đình cần".
Ngày 4 tháng 5, đội bóng KK Partizan mặc đồng phục màu đen đầy đủ trong trận play-off EuroLeague Game 4 tại Belgrade để tưởng niệm các nạn nhân của vụ xả súng. Ngôi sao NBA của Slovenia Luka Dončić đã đề nghị trả các khoản chi phí đám tang cho các nạn nhân, tuy nhiên chính quyền thành phố Belgrade sau đó thông báo sẽ thay đổi trả tiền cho các nạn nhân.

## Tưởng niệm
Bố và mẹ của thủ phạm đã bị bắt ngay sau vụ xả súng; bố bị giữ tạm giam  và đã được thẩm vấn tại một phiên tòa vào ngày 5 tháng 5, tại Văn phòng Viện kiểm sát công cộng cao cấp ở Belgrad. Trong phiên tòa, ông ta phủ nhận đã phạm tội, trong khi Viện kiểm sát công cộng cao cấp đề nghị Tòa án cao cấp ra lệnh giam giữ ông ta. Tòa án đã ra quyết định giam giữ ông ta trong 30 ngày.

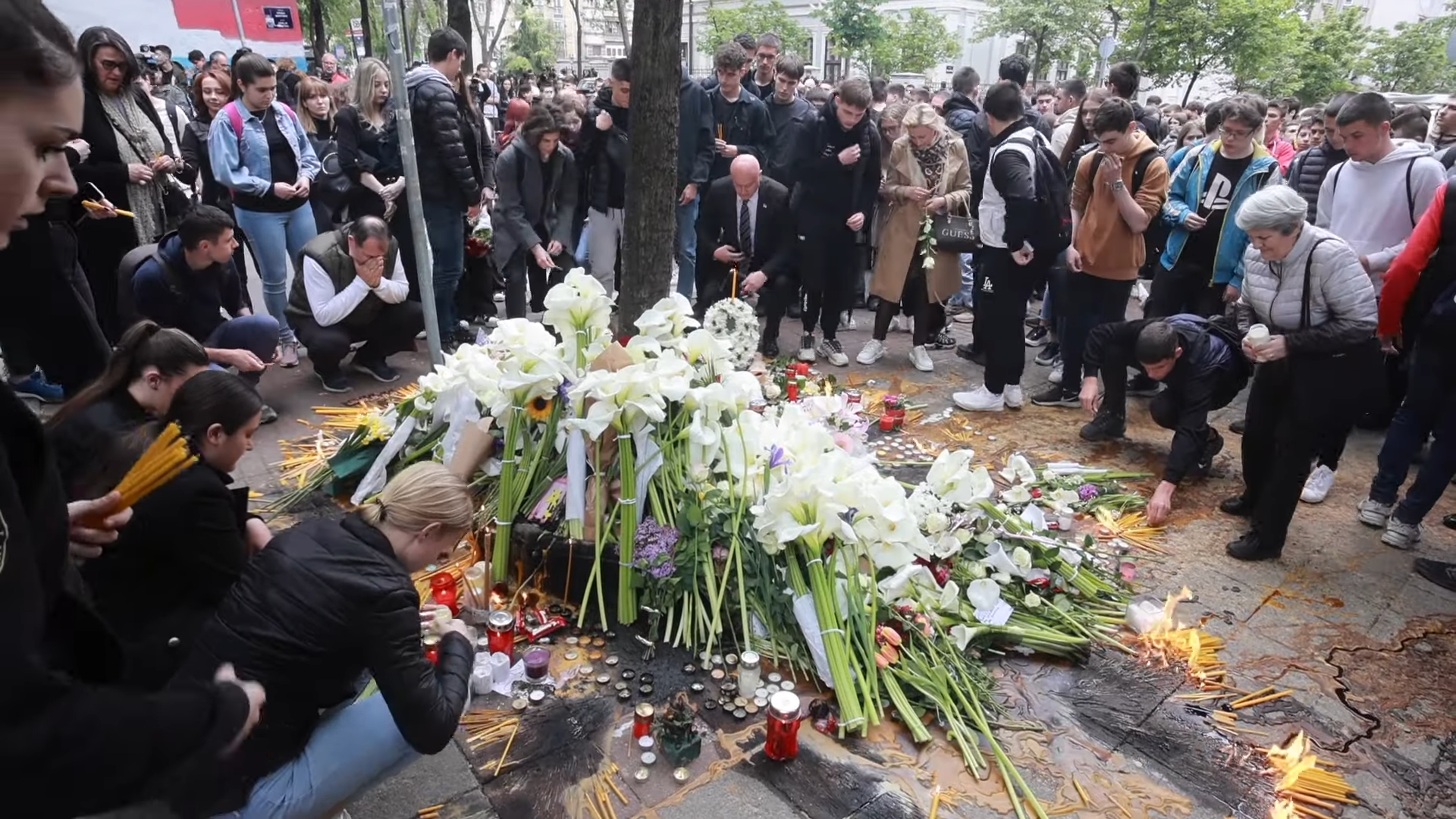
Sau vụ xả súng, người dân đã tập trung trước trường học.

Tổng thống Serbia, ông Aleksandar Vučić đã đưa ra thông điệp cho công chúng về vụ xả súng vào cuối ngày, cho biết ông sẽ đề xuất các biện pháp kiểm soát súng mới cho chính phủ, cũng như giảm tuổi trách nhiệm hình sự tối thiểu từ 14 xuống 13. Chính phủ đã thông qua chương trình chính sách vào ngày hôm sau.
Tại một cuộc họp báo, Bộ trưởng Giáo dục Branko Ružić thông báo ba ngày quốc tang bắt đầu từ ngày 5 tháng 5 và tạm dừng các lớp học còn lại của ngày hôm đó. Trong khi đó, Bộ trưởng Y tế Danica Grujičić thông báo rằng Viện Sức khỏe Tâm thần sẽ kích hoạt hai đường dây tư vấn qua điện thoại và tăng cường tiếp cận với tư vấn trực tiếp cho những người cảm thấy cần hỗ trợ tâm lý. Nhà hát Quốc gia ở Belgrade thông báo rằng nó sẽ tạm dừng tất cả các hoạt động cho đến ngày 7 tháng 5. Vučić cũng hủy bỏ việc tham dự lễ đăng quang của Charles III và Camilla ở London; đáp lại, Charles III đã bày tỏ lời chia buồn của mình.
Một cuộc hiến máu cho các học sinh bị thương đã được tổ chức tại Viện Truyền máu sau vụ xả súng. Hàng trăm công dân, bao gồm cả cha mẹ của các học sinh của trường tiểu học, đã tập trung trước và xung quanh trường tiểu học sau vụ xả súng. Họ sau đó biểu tình trước các tòa nhà của Bộ Y tế và Bộ Giáo dục, nơi họ yêu cầu Ružić từ chức. Cuộc biểu tình ngày càng lớn hơn vào ngày hôm sau. Công dân ở các thành phố như Novi Sad, Niš, Kragujevac, và các nước lân cận đã tưởng niệm vào ngày xảy ra vụ xả súng.